# 奥野小四郎 (11代)

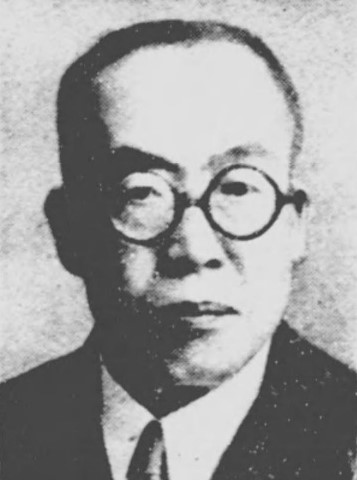
奥野小四郎

11代奥野 小四郎（おくの こしろう、1880年（明治13年）4月14日 - 1958年（昭和33年）7月23日）は、日本の篤農家、実業家、政治家。衆議院議員、官選帯広市長。旧姓・武田、初名・雄次。

## 経歴
兵庫県三原郡広田村（のち緑村、緑町を経て、現・南あわじ市）で武田泰三の三男として生まれる。1898年、郁文館中学校を卒業し、同年、第三高等学校第一部に入学したが、家事の都合により一年で退学した。その後、洲本町の先代奥野小四郎の婿養子となり家業に従事。
1904年5月に来道して先代が拓いた上川郡士別村の農場の経営を担当。1906年から2年間、北海道庁真駒内種畜場で畜産獣医の講習を受け、1908年、十勝国中川郡居辺原野で先代と共に牧場を経営し、産馬の改良繁殖に尽力した。
1915年12月、先代が死去し、1916年1月、11代小四郎を襲名。帯広町会議員、北海道会議員、十勝郡農会長、北海道農会副会長、十勝畜産組合長、北海道畜産組合連合会副会長、中央畜産会理事、北日本無尽 (株) 社長などを務めた。その後、士別軌道の第2代社長として、初代社長の大久保虎吉の後任として就任。
1924年5月、第15回総選挙に北海道第9区から出馬し当選。1942年4月の第21回総選挙で北海道第5区から翼賛政治体制協議会推薦で出馬し当選し、衆議院議員を通算二期務めた。
1946年1月、帯広市長に就任するも、第21回総選挙で翼賛政治体制協議会の推薦を受けていたことから公職追放となり、1947年1月に市長を退任した。その後は政界を引退し、晩年は故郷の洲本市に帰郷し、同地で没した。

## 親族
- 妻 奥野セツ（養父・奥野小四郎長女）[4]